# Anoplotrupes stercorosus
Anoplotrupes stercorosus је врста тврдокрилца из породице Geotrupidae, потпородице Geotrupinae.

## Распрострањење
Ова буба је присутна широм Европе. Среће се и у другим крајевима света где је доспела са довођењем стоке, на пример у Аустралији.

## Станиште
Ови тврдокрилци насељавају листопадне шуме, претежно букове, мешовите и нове четинарске шуме.

## Опис
Одрасли примерци Anoplotrupes stercorosus  нарасту у дужину 12-20 mm па не достижу величину сличног сродника Geotrupes stercorarius. Боја тела је плаво-црна, а доња страна је обично металик плава. Покрилца имају седам подужних, благо истачканих жлебова. Крила могу бити плава, љубичаста или зелена, а антене су црвенкастосмеђе. Најбољи детаљ за распознавање је што Geotrupes stercorarius има три клина на спољној страни тибије трећег пара ногу, док A. stercorosus има само два.

## Биологија
Одрасли примерци се јављају током јуна и срећу све до наредног пролећа. Ови балегари се хране балегом, трулим гљивама и биљним соковима. С пролећа полажу јаја на крају ходника ископаних у земљи, дугих 70-80 cm, у које стављају балегу да би се ларве храниле. Могу се хранити и стељом и гљивама, било да су здраве или у распадању. Ларве презимљавају и улуткавају се с пролећа, тако да развојни процес траје једну годину.

## Галерија
- одозго
- бочни изглед
- котрљање балеге
- полетање
- музејски примерци